# Herb gminy Dygowo
Herb gminy Dygowo – jeden z symboli gminy Dygowo, ustanowiony 20 lutego 2001.

## Wygląd i symbolika
Herb przedstawia na tarczy dzielonej w literę „T” w polu górnym liście dębu, pośród nich żołądź w kolorze zielonym na polu żółtym, w polu prawym trzy kłosy zboża z przepaską w kolorze żółtym w polu zielonym, a w polu lewym rybę zwróconą w prawo, pod nią dwie wstęgi fal w kolorze białym w polu niebieskim. Liście dębu symbolizują kompleksy leśne w dorzeczu Parsęty, kłosy zbóż to symbol rolnictwa jako dominującej dziedziny gospodarki w gminie, natomiast ryba i fale wody nawiązują do środowiska przyrodniczego Parsęty i jej dorzecza.